# Satchelliella extricata
Satchelliella extricata és una espècie d'insecte dípter pertanyent a la família dels psicòdids que es troba a Europa: l'Estat espanyol, la Gran Bretanya, Lituània i França.